# Khương Dị Khang
Khương Dị Khang (sinh tháng 1 năm 1953) là chính khách nước Cộng hòa Nhân dân Trung Hoa. Ông đảm nhiệm chức vụ Bí thư Tỉnh ủy Sơn Đông gần mười năm từ năm 2008 đến năm 2017. Là chiến sĩ khi còn trẻ, Khương Dị Khang đã thăng tiến qua các cấp bậc thông qua công tác ở Văn phòng Trung ương Đảng Cộng sản Trung Quốc. Ông cũng từng là Phó Bí thư Thành ủy Trùng Khánh và Bí thư Đảng ủy Học viện Hành chính Quốc gia Trung Quốc.

## Tiểu sử
Khương Dị Khang sinh tại Chiêu Viễn, tỉnh Sơn Đông. Ông tham gia quân đội năm 1969, phục vụ ở vùng Tây Bắc xa xôi Tân Cương và gia nhập Đảng Cộng sản Trung Quốc vào tháng 12 năm 1970. Năm 1974, ông được gửi về tỉnh nhà của mình và được phân công việc làm với tư cách là công nhân trong một nhà máy cơ khí. Năm 1975, ông gia nhập Ban Tuyên truyền Thành ủy Tế Nam, từ đó Khương Dị Khang bắt đầu sự nghiệp chính trị. Năm 1981, ông theo học một thời gian ngắn ở lớp đào tạo cán bộ tại Đại học Sư phạm Sơn Đông.
Tháng 12 năm 1982, Khương Dị Khang gia nhập Thành ủy Tế Nam, làm việc cho phòng nghiên cứu và đảm nhiệm vai trò thư ký cho Văn phòng Thành ủy Tế Nam. Năm 1985, ông được chọn làm việc cho Văn phòng Trung ương Đảng Cộng sản Trung Quốc, cơ quan hành chính trung ương của đảng, nơi Khương Dị Khang sẽ phục vụ dưới sự lãnh đạo của bốn Chánh Văn phòng - Kiều Thạch, Vương Triệu Quốc, Ôn Gia Bảo và Tăng Khánh Hồng. Tháng 7 năm 1995, ông được bổ nhiệm làm Phó Chánh Văn phòng Trung ương Đảng Cộng sản Trung Quốc (hàm Thứ trưởng), đồng thời kiêm nhiệm chức vụ Cục trưởng Cục Quản lý sự vụ cơ quan trực thuộc Trung ương.
Tháng 10 năm 2002, ngay trước thềm Đại hội Đảng Cộng sản Trung Quốc lần thứ 16, ông được luân chuyển làm Phó Bí thư Thành ủy Trùng Khánh. Tháng 5 năm 2005, ông được bổ nhiệm làm người đứng đầu Ủy ban di dân tái định cư, là một phần của dự án Đập Tam Hiệp. Tháng 6 năm 2006, ông lại được chuyển đến Bắc Kinh làm Phó Viện trưởng Thường trực kiêm Bí thư Đảng ủy Học viện Hành chính Quốc gia (hàm Bộ trưởng). Tháng 3 năm 2008, ông được bổ nhiệm làm Bí thư Tỉnh ủy Sơn Đông.
Gần đến Đại hội Đảng Cộng sản Trung Quốc lần thứ 18 năm 2012, có suy đoán ban đầu cho rằng Khương Dị Khang sẽ được bổ nhiệm làm Trưởng Ban Tổ chức Trung ương và vào Bộ Chính trị; tuy nhiên cuối cùng ông vẫn ở Sơn Đông. Ngày 1 tháng 4 năm 2017, Khương Dị Khang được miễn nhiệm chức vụ Bí thư Tỉnh ủy Sơn Đông và sau đó nhậm chức Phó Chủ nhiệm Ủy ban Tài chính Kinh tế của Đại hội đại biểu Nhân dân toàn quốc; vào thời điểm đó, Khương Dị Khang là người đảm nhiệm chức vụ Bí thư Tỉnh ủy lâu nhất ở Trung Quốc và là một trong số ít Bí thư Tỉnh ủy phục vụ ở tỉnh thuộc nơi sinh của họ (xem thêm Hàn Chính).
Ông là Ủy viên dự khuyết Ban Chấp hành Trung ương khóa XVI và Ủy viên chính thức Ban Chấp hành Trung ương khóa XVII và khóa XVIII. Ông cũng là Ủy viên Ủy ban Toàn quốc Hội nghị Hiệp thương Chính trị Nhân dân Trung Quốc khóa IX (1998-2003) cũng như Đại biểu Đại hội đại biểu Nhân dân toàn quốc (Quốc hội) khóa X (2003-2008).